# サラブ・グルジャール
サラブ・グルジャール（Saurav Gurjar, 1984年9月26日 - ）は、インドのマディヤ・プラデーシュ州ダブラ出身のプロレスラー。現在はサンガ（Sanga）のリングネームで活動。

## 来歴

### リング・カ・キング
2011年12月、グルジャールは、トータル・ノンストップ・アクション・レスリングのプロジェクト、リング・カ・キングに参加し、デッドリー・ダンダというリングネームでデビューした。

### WWE
2018年1月14日、グルジャールは、WWEと契約を結んだ。ワールド・コライドの参加者として出演した。2020年3月25日、グルジャールは、リンク・シンとチームを組み、マネージャーをマルコム・ビヘンスとし、インダス・シャーというチームを作成した。
2022年1月18日、グルジャールは、リングネームをサンガと改名し、グレイソン・ウォーラーのマネージャーとして復活。しかし、4月12日、ウォーラーはサンガを裏切り、翌週、サンガは、ウォーラーと対戦するも敗北。10月、サンガは、インダス・シャーのメンバーであるリンク・シンことヴィア・マハーンとインダス・シャーを再結成させた。

## 得意技

### フィニッシュ・ホールド
チョークスラム

### 打撃技
チョップ
チョップ・スマッシュ
クローズライン
ビック・ブーツ
ルショルダー・タックル
エルボー・ドロップ

### 投げ技
ブレーンバスター
バックドロップ
ボディスラム
ミリタリー・プレス

## 入場曲
- Reload